# Жальгіріс (Науйої-Вільня)
Футбольний клуб «Жальгіріс» Науйої-Вільня (лит. Futbolo klubas Naujosios Vilnios Žalgiris) — колишній литовський футбольний клуб з однойменного району Вільнюса, що існував у 1956—2002 роках.

## Досягнення
- Кубок Литви
  - Володар (1): 1966
  - Фіналіст (1): 1963.